# Little Einsteins
Little Einsteins è una serie animata statunitense formata da due stagioni per un totale di 67 episodi, prodotta da Curious Pictures e per The Baby Einstein Company (all'epoca proprietà di The Walt Disney Company).
In Italia è stata trasmessa su Playhouse Disney dal 2006 al 2010 e replicata dal 2011 su Disney Junior, in chiaro su RaiSat Ragazzi 2006 al 2011 e in lingua italiana su K2  poi su Jim Jam  poi trasmessa su Rai 2 e Rai 3 La sigla in Italia è la stessa originale tradotta e cantata da Manuel Meli, Virginia Brancucci, Gabriella Scalise e Giulia Luzi. Poi era diventato Le nuove avventure di Leo e Annie  

## Trama
Little Einsteins racconta le avventure di quattro piccoli esploratori (Quincy, Annie, June e il loro leader Leo), che ogni giorno vanno in missione in giro per il mondo assieme a Rocket, un'astronave rossa musicale, in quanto il tema principale è la musica, infatti è proprio quest'ultima che li guiderà nelle loro avventure. Lo scopo di questa serie televisiva è di insegnare ai bambini la musica, la geografia, la storia dell'arte e le scienze della Terra (coinvolgendo direttamente lo spettatore con la rottura della quarta parete).

## Episodi

### Prima stagione
1. Anello intorno al pianeta
2. Mi piace dirigere l'orchestra
3. Il terribile singhiozzo ungherese
4. Storia di una balena
5. Il tesoro dei pirati
6. I palloncini di compleanno
7. La leggenda della piramide d'oro
8. Il drago aquilone
9. Vai ad ovest, giovane treno
10. Annie la contadinella
11. L'Halloween dei Little Einsteins
12. Annie in missione da sola
13. Il topo e la luna
14. Il cavaliere buono e il cavaliere cattivo
15. Il desiderio di Natale
16. Come siamo diventati i Little Einsteins
17. Salta per Joey
18. Le notturne luci del nord
19. Oh, sì, sì, è primavera!
20. La storia del piccolo totem
21. L'incredible avventura in miniatura
22. Il piccolo anatroccolo
23. Il safari di Rocket
24. Toc Toc nel bosco
25. Una buonanotte galattica
26. La macchina per i compleanni
27. Un vestito nuovo di zecca
28. L'invito smarrito

### Seconda stagione
1. Quincy e gli strumenti magici
2. Fratelli e sorelle corrono in soccorso
3. Il ballo della scarpetta di cristallo
4. La canzone della amicizia di Annie
5. Melody il cucciolo musicale
6. La principessa marionetta
7. Velocissimo!
8. Lui parla con la musica!
9. Ciao, violoncello!
10. Annie e l'aeroplanino giocattolo
11. Carmine al Gran Premio
12. La gara di ritorno del Gran Premio del cielo
13. La bella addormentata Fagotto
14. La zuppa di Rocket
15. Il balletto dei Sula dai piedi azzurri
16. RockCappuccetto Rosso
17. Il puzzle della sfinge
18. La piccola oca selvatica
19. Annie e la pianta di fagioli
20. Il principe giocattolo a carica
21. L'avventura del Signor Pinguino e il treno di gelato
22. Annie, prendi il microfono!
23. Il tesoro dietro la piccola porta rossa
24. Il misterioso tesoro segreto
25. L'ora della merenda degli animali
26. Il gioco degli indovinelli di Schubert
27. Quincy e i dinosauri musicali
28. Costruiscilo, Rocket!
29. Io e Melody
30. Mostri musicali
31. La canzone dell'unicorno
32. Calzino Sciocco salva il circo
33. Mostra e spiega
34. Vai, squadra!
35. Il volo delle fate degli strumenti
36. Il robot musicale venuto dallo spazio
37. La grande parata del piccolo elefante
38. Rocket autopompa dei vigili del fuoco
39. Rocket l'insetto

### Film
1. Little Einsteins - Una gigantesca avventura (Little Einsteins - Our Big HUGE Adventure) è il primo film d'animazione direct-to-video della The Walt Disney Company in DVD e VHS, distribuito, prima della serie televisiva a cartoni animati, nell'agosto 2005, in Italia e nel mondo, per la regia di Eric Weiner e Olexa Hewryk, e prodotto dalla Walt Disney Pictures e dalla Playhouse Disney Channel Original Movies, in associazione con Curious Pictures e Baby Einstein Company. Il film sarà in seguito diviso in due parti che diventeranno episodi a sé stanti ("Un vestito nuovo di zecca" e "L'invito smarrito"). Il doppiaggio italiano è stato effettuato dalla Pumaisdue.
2. Little Einsteins - Salviamo l'uccello di fuoco[1] (Little Einsteins - Rocket's Firebird Rescue)

## Personaggi
- Leo, doppiato in lingua originale da Jesse Schwartz e in italiano da Manuel Meli: fratello maggiore di Annie e il leader dei Little Einsteins. Solitamente è lui che pilota Rocket. Ama dirigere l'orchestra. Ha i capelli rossi, gli occhi verdi, le lentiggini e gli occhiali. Il suo nome si ispira al direttore d'orchestra Leopold Stokowski.
- June, doppiata in lingua originale da Erica Huang e in italiano da Aurora Manni (st.1) e Claudia Mazza[2] (st.2) e Virginia Brancucci (canto): di origini asiatiche, ama ballare e spesso è indossa il tutù. Ha una cotta per Leo. Il suo nome si ispira alla ballerina June Taylor.
- Quincy, doppiato in lingua originale da Aiden Pompey e in italiano da Giacomo Lo Verso (st.1) e Alessio Nissolino (st.2) e Virginia Brancucci (canto): bambino afroamericano, musicista, sa suonare un sacco di strumenti. Il suo nome si ispira al compositore Quincy Jones.
- Annie, doppiata in lingua originale da Natalia Wójcik e in italiano da Lilian Caputo (dialoghi) e Giulia Luzi (canto): la più piccola del gruppo, è la sorellina di Leo. La sua passione è il canto. Ha i capelli a caschetto biondi con le treccine e gli occhi azzurri. Il suo nome si ispira alla cantante Annie Ross.
- Rocket: Rocket è la grande astronave su cui i personaggi stanno e volano per scoprire i nuovi posti che ogni puntata visitano. Non parla (ma si esprime tramite suoni), è rossa e viene pilotata dai quattro bambini. Possiede grandi quantità di attrezzi e strumenti e ha la capacità di trasformarsi in qualsiasi veicolo che i ragazzi richiedano.
- Il Grande Jet: è un caccia che volge il ruolo di antagonista principale della serie, che tenta (fallendo) di sabotare le avventure dei ragazzi. Si esprime solo col motore e ha una verniciatura blu. Il modello è quello di un Mikoyan-Gurevich MiG-29.

## Accoglienza
Little Einsteins ha ricevuto critiche positive. Pam Gelman di Common Sense Media ha dato 5 stelle, scrivendo: "Un'avventura nell'arte racchiusa in ogni episodio".